# دراغون بول زد: هزيمة المحارب الخارق - أنا الشخص الذي سينتصر
دراغون بول زد: بيو-برولي أو بالاحرى برولي الحيوي (بالإنجليزية: Dragon Ball Z: Bio-Broly)‏، (باليابانية: ラゴンボールZ 超戦士撃破!!勝つのはオレだ، وتعني هزيمة المحارب الخارق!! أنا الشخص الذي سينتصر) هو الفيلم الحادي عشر من سلسلة أفلام دراغون بول زد. صدر باليابان في التاسع من تموز عام 1993 م في استديوهات توي انمي فير، ودبلج إلى الإنجليزية من قبل استديو فانيميشن في العام 2005 م. وهو الفيلم الثالث و الأخير من ثلاثية افلام برولي.

## قائمة الشخصيات الرئيسية
- سون غوتين
- ترانكس
- اندرويد 18
- برولي
- كريلين
- مستر ساتان

### - ملخص الفيلم
- قام السيـد جوكو بادا بدعوة السيـد ساتان إلى جزيرته لاقامة مباراة عظيمة على شرفـه فاتفق كلاً من ترانكس وغوتين لاقامة رحلة مليئة بالمغامرآت وتتبعهمـا الالية رقم 18 وهي تلاحق ساتان لاستعادة مالهـا منه وفجأة يكتشف ترانكس وغوتين أن السيد جوكو بادا يحاول احياء برولي فتدور معركة كبيرة ضد برولي الحيوي لمشاهدة الفيلم في موقع animgat

## روابط خارجية
- دراغون بول زد: هزيمة المحارب الخارق - أنا الشخص الذي سينتصر على موقع IMDb (الإنجليزية)
- دراغون بول زد: هزيمة المحارب الخارق - أنا الشخص الذي سينتصر على موقع نتفليكس (الإنجليزية)
- دراغون بول زد: هزيمة المحارب الخارق - أنا الشخص الذي سينتصر على موقع ألو سيني (الفرنسية)
- دراغون بول زد: هزيمة المحارب الخارق - أنا الشخص الذي سينتصر على موقع فيلمافينيتي (الإسبانية)
- دراغون بول زد: هزيمة المحارب الخارق - أنا الشخص الذي سينتصر على موقع قاعدة بيانات الفيلم (الإنجليزية)
- دراغون بول زد: هزيمة المحارب الخارق - أنا الشخص الذي سينتصر على موقع ليتربوكسد (الإنجليزية)
- دراغون بول زد: هزيمة المحارب الخارق - أنا الشخص الذي سينتصر على موقع كينوبويسك (الروسية)
- دراغون بول زد: هزيمة المحارب الخارق - أنا الشخص الذي سينتصر على موقع ANN anime (الإنجليزية)